# Reuzenbekhaai
De reuzenbekhaai of grootbekhaai (Megachasma pelagios) was een van de grootste en vreemdste vondsten uit de diepzee sinds jaren. Het eerste exemplaar werd in 1976 uit de diepten opgevist. Tegenwoordig worden zij ingedeeld in hun eigen familie, Megachasmidae, maar het is mogelijk dat zij ingedeeld horen te worden bij de Cetorhinidae.

## Kenmerken
Deze soort heeft een effen grijze tot blauwzwarte rug en een witte buikzijde. Langs de bovenkaak loopt een witte streep. Het is een grote haai met een spelonkachtige bek vol kleine tandjes. Ze hebben lange, peddelvormige borstvinnen, twee kleine rugvinnen en een lange, bovenste staartvinlob. De lichaamslengte bedraagt maximaal 550 cm en het gewicht tot 790 kg.

## Levenswijze
De reuzenbekhaai is een zwerver en zoekt zijn leven lang, rustig heen en weer zwemmend naar voedsel. In tegenstelling tot de meeste haaien eet hij plankton en kleine diertjes, net zoals de reuzenhaai en de walvishaai. Hij zwemt door diep, donker water, duwt zijn kaken naar voren en zuigt zijn voedsel naar binnen. 's Nachts trekken veel planktondieren naar de oppervlakte, de reuzenbekhaai volgt ze tot ongeveer 15 meter onder de zeespiegel. Een opmerkelijke eigenschap van deze haai is dat het binnenste van zijn bek licht geeft, dit lokt sommige diertjes naar binnen, hij heeft ook een lichte streep aan de voorkant van zijn snuit. Door zijn weke spieren en rubberachtige vinnen is hij een matige zwemmer. Hij heeft weinig natuurlijke vijanden, uitgezonderd de orka. Voor mensen zijn ze ongevaarlijk.

## Ontdekking
In 1976 lichtte een Amerikaans onderzoeksschip, werkzaam in de Grote Oceaan voor Hawaï, het anker uit een diepte van bijna 200 meter. Met het anker kwam een grote haai omhoog. Het lichaam ging bijna verloren; door pogingen om de haai met een lier aan boord te krijgen, brak de staart af en viel de rest in het water. Een team duikers kon het weer opsporen. Verbijsterd bracht de bemanning het dode dier voor studie aan land. Met zijn lengte van 4,5 meter en gewicht van 750 kilogram was de haai zonder twijfel uniek. Sindsdien is de reuzenbekhaai opgedoken op verschillende locaties in warme zeeën voor Amerika (Hawaï en Californië), Brazilië, Ecuador, Senegal, Zuid-Afrika, Australië, Japan, Taiwan, Indonesië en de Filipijnen.
Alle exemplaren hadden dezelfde kenmerken als het eerste, maar varieerden in lengte. De meeste werden bij toeval gevangen, maar enkele waren gestrand in laagwater. In totaal werden 41 exemplaren gemeld in de periode 1976 - 2009. Acht van deze waarnemingen werden in de Filipijnen gedaan.

## Fossiele verwanten
Er zijn fossielen van soortgelijke tanden uit het plioceen bekend uit West-Amerika en België en andere, oudere varianten zijn gevonden in Engeland en Argentinië.